# 卢秀珍
卢秀珍（1937年6月—），女，河南焦作人，中华人民共和国政治人物，曾任中共江西省委宣传部部长，江西省委副书记，江西省人大常委会副主任，第九届全国人大代表。